# Cantón de Châteauneuf-d'Ille-et-Vilaine
El cantón de Châteauneuf-d'Ille-et-Vilaine era una división administrativa francesa, que estaba situada en el departamento de Ille y Vilaine y la región de Bretaña.

## Composición
El cantón estaba formado por nueve comunas:
- Châteauneuf-d'Ille-et-Vilaine
- La Ville-ès-Nonais
- Le Tronchet
- Lillemer
- Miniac-Morvan
- Plerguer
- Saint-Guinoux
- Saint-Père
- Saint-Suliac

## Supresión del cantón de Châteauneuf-d'Ille-et-Vilaine
En aplicación del Decreto nº 2014-177 de 18 de febrero de 2014, el cantón de Châteauneuf-d'Ille-et-Vilaine fue suprimido el 22 de marzo de 2015 y sus 9 comunas pasaron a formar parte del nuevo cantón de Dol-de-Bretagne.